# Droßeramt
Droßeramt ist eine Ortschaft und eine Katastralgemeinde der Gemeinde Droß im Bezirk Krems-Land in Niederösterreich. Die Ortschaft hat 27 Einwohner (1. Jänner 2024).

## Geografie
Die Streusiedlung befindet sich nordwestlich von Droß. Die einzelnen Ortslagen sind über die Landesstraße L7039 erreichbar und befinden sich überwiegend westlich dieser Straße.

## Geschichte
Im Jahre 1668 wurde hier eine erste Waldhütte genannt. Im Jahr 1822 wurde der Ort als Amt mit acht zerstreuten Häusern genannt, das nach Droß eingepfarrt war, wohin auch die Kinder eingeschult wurden. Die Herrschaft Gföhl besaß die Ortsobrigkeit, übte die Landgerichtsbarkeit aus, besorgte die Konskription und hatte die Grundherrschaft inne.
Laut Adressbuch von Österreich waren im Jahr 1938 in Droßeramt zwei Landwirte mit Ab-Hof-Verkauf ansässig.